# Trichoclinocera cummingi
Trichoclinocera cummingi är en tvåvingeart som beskrevs av Sinclair 1994. Trichoclinocera cummingi ingår i släktet Trichoclinocera och familjen dansflugor.
Artens utbredningsområde är Oklahoma. Inga underarter finns listade i Catalogue of Life.